# ماکی ساکاگوچی
ماکی ساکاگوچی (انگلیسی: Maki Sakaguchi؛ زادهٔ ۸ ژوئن ۱۹۸۹) بازیکن هاکی روی چمن اهل ژاپن است. ساکاگوچی به عنوان یکی از بازیکنان کلیدی تیم ملی هاکی روی چمن زنان ژاپن شناخته می شود. او به عنوان یکی از بازیکنان حرفه‌ای در این رشته فعالیت می کند و در سطح بین‌المللی شناخته شده است.
ساکاگوچی در مسابقات المپیک تابستانی ۲۰۱۲ لندن و ۲۰۱۶ ریو دو ژانیرو نیز در تیم ملی ژاپن شرکت کرده است. همچنین او در مسابقات جام جهانی هاکی روی چمن زنان نیز به عنوان یکی از بازیکنان کلیدی تیم ملی ژاپن شناخته می شود.
ماکی ساکاگوچی در دوران حرفه‌ای خود به عنوان یک بازیکن هجومی در تیم‌های هاکی روی چمن مختلفی بازی کرده است و همچنین در سطح بین‌المللی به عنوان یک بازیکن حرفه‌ای شناخته می‌شود.